# Rajmund Paprzyca Niwiński
Rajmund Telesfor Paprzyca Niwiński (ur. 5 stycznia 1914 w Kielcach, zm. 3 października 1995 w Boguszowie-Gorcach) – polski siłacz, hubalczyk, najsilniejszy człowiek w Polsce.

## Życiorys
Urodził się 5 stycznia 1914 w Kielcach w rodzinie z tradycjami patriotycznymi — jego ojciec walczył w legionach a dziadek został odznaczony krzyżem Virtuti Militari za udział w powstaniu styczniowym. W dzieciństwie chorował na gruźlicę i lekarz zabronił mu jakiekolwiek wysiłku fizycznego a nawet sugerował rezygnację z nauki szkolnej. W bibliotece ojca znalazł podręcznik angielskiego siłacza Eugena Sandowa oraz książkę o jodze i jej wpływie na rozwój siły fizycznej. Zastosowane ćwiczenia doprowadziły po roku do zamierzonego efektu — z chłopca najsłabszego wśród szkolnych kolegów stał się najsilniejszy. W wieku lat szesnastu został zaangażowany do występów w cyrku "Korona", gdzie prezentował swoją siłę gnąc żelazne sztaby.
W 1934 powrócił do szkoły i ukończył gimnazjum. Był członkiem krakowskiego klubu "Wisła" i startował w walkach bokserskich, jak również w konkurencji podnoszenia ciężarów.
W czasie II wojny światowej służył pod dowództwem majora Hubala od 16 listopada 1939, następnie w oddziale „Huragan” powiat Radom, oddziale AK „Maryśka” Pionki i do końca wojny w Batalionach Chłopskich. Był kilkukrotnie ranny i wojnę zakończył w stopniu porucznika AK. Odznaczony został Orderem Virtuti Militari V klasy, Krzyżem Walecznych oraz Srebrnym Krzyżem Zasługi.
Po zakończeniu wojny razem z żoną i dziećmi wyjechał na "Ziemie Odzyskane" i prowadził gospodarstwo rolne. Po pięciu latach prześladowań przeniósł się do PGR. W latach 1947–1954 rozpracowywany przez Urząd Bezpieczeństwa w związku z podejrzewaniem go o "rozpowszechnianie wrogiej propagandy". Co pewien czas był wzywany do UB na rozmowy, aż w końcu stracił pracę. Jego żona nie wytrzymała presji prześladowań i odebrała sobie życie. Po zaprezentowaniu swojej siły fizycznej i umiejętności na spotkaniu z objazdowym siłaczem Januszem Sarneckim, dostał zatrudnienie jako zawodowy atleta. 
Pod pseudonimem Rajmund Aldini jeździł po całym kraju z pokazami siły. W ciągu 20 lat odbyło się 1210 dwugodzinnych seansów w których rozrywał palcami płaty blachy, prostował podkowy oraz skręcał w sprężynę 50-kilagramową żelazną sztabę.
W finale zakładał na kark stalową szynę, a z obydwu stron szyny zawieszało się po 10 rosłych mężczyzn. W momencie, gdy szyna zaczynała się wyginać w łuk numer dobiegał końca.
W dorobku sportowym jako czynny zawodnik stoczył 106 walk bokserskich w wagach od średniej do ciężkiej; w 1956 zajął 6. miejsce w rzucie młotem na mistrzostwach Polski. 
Zmarł 3 października 1995 w Boguszowie-Gorcach i tam został pochowany.

## Upamiętnienie
We wrześniu 2021 w Boguszowie-Gorcach odsłonięto pomnik poświęcony Rajmundowi Niwińskiemu, którego fundatorem był Sławomir Juszczak. W uroczystości uczestniczyli: burmistrz Sylwia Dąbrowska, przewodniczący Rady Miejskiej Stanisław Urbaniak, doradca wojewody Damian Mrozek, mieszkańcy miasta oraz rodzina bohatera.
W Boguszowie-Gorcach został zrealizowany mural na ścianie dawnego kina.
Srebrny Wawrzyn w 1994 w zakresie literatury za pozycję "Nigdy nie dałem kopnąć się w ...".